# ツェンタ級防護巡洋艦
ツェンタ級防護巡洋艦 (Kleiner Kreuzer der Zenta-Klasse) は、第一次世界大戦時のオーストリア＝ハンガリー帝国海軍の防護巡洋艦の艦級。同型艦は3隻。

## 概要
本級は、アドリア海を挟んで対峙するイタリア海軍の防護巡洋艦に対抗して建造された巡洋艦である。

## 艦形

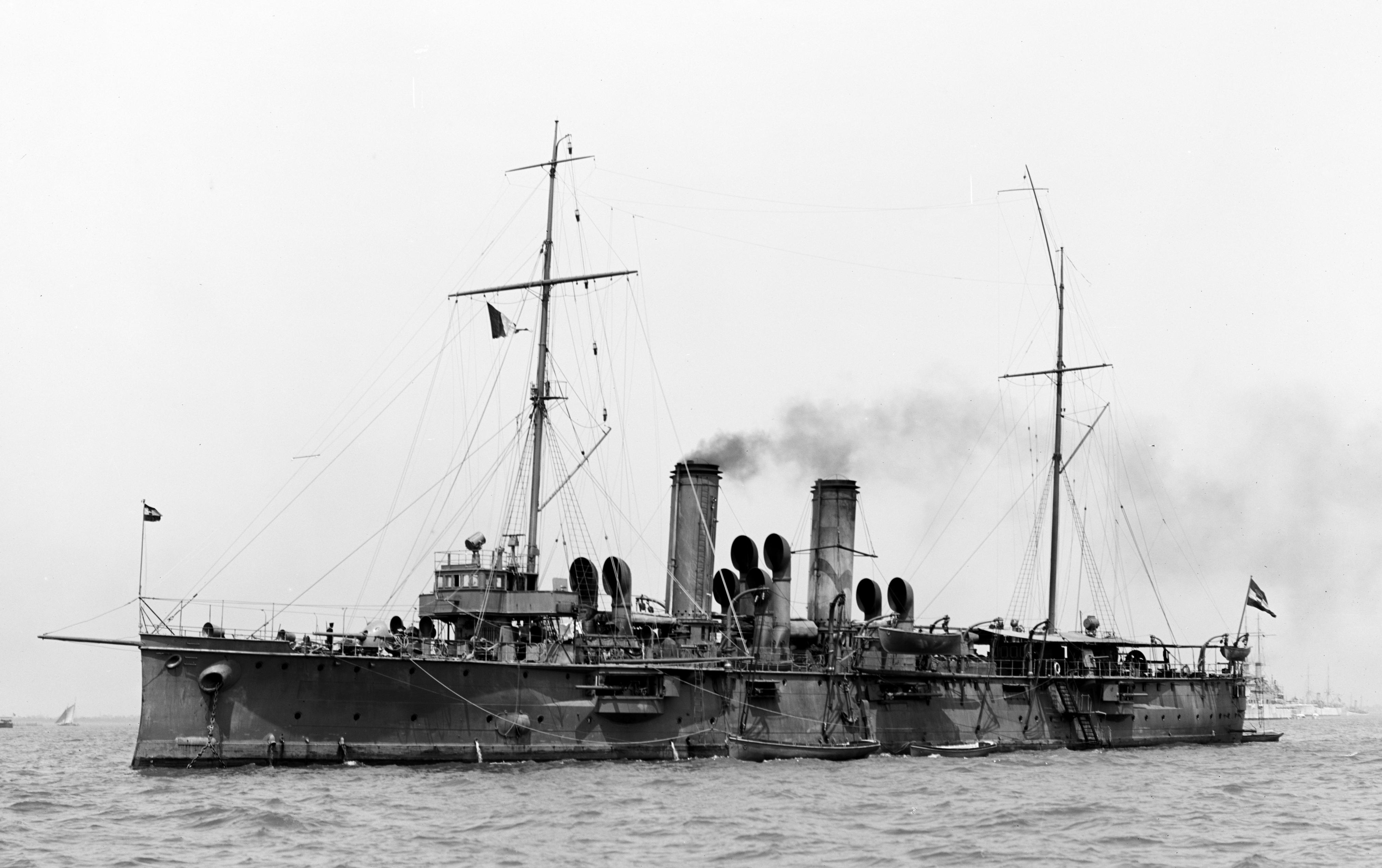
写真はアスペルン

本艦の船体形状は乾舷の低い平甲板型船体である。新造当時は帆走も考慮し、前後マストに帆桁が設けられていた。船体中央部には2本の煙突が設けられた。
主砲は、前後甲板に各1基、舷側部にケースメイト配置で片舷3基配置された。

## 同型艦
- ツェンタ（Zenta）
- アスペルン（Aspern）
- シゲトヴァール（Szigetvár）